# Phymatostetha pahangana
Phymatostetha pahangana är en insektsart som beskrevs av Victor Lallemand 1930. Phymatostetha pahangana ingår i släktet Phymatostetha och familjen spottstritar. Inga underarter finns listade i Catalogue of Life.